# 山下澄人
山下 澄人（やました すみと、1966年1月25日 - ）は、日本の小説家、劇作家、演出家、俳優。

## 略歴

### 概要
兵庫県神戸市出身。神戸市立神戸商業高等学校（現神戸市立六甲アイランド高等学校）卒。倉本聰の富良野塾第二期生。
1996年より劇団FICTIONを主宰。
2011年より小説を発表しはじめる。
2012年、『ギッちょん』で第147回芥川賞候補、同年初の創作集『緑のさる』で第34回野間文芸新人賞を受賞。
2013年、『砂漠ダンス』で第149回芥川賞候補。同年、『コルバトントリ』で第150回芥川賞候補。
2016年、『鳥の会議』で第29回三島由紀夫賞候補。
2017年、『しんせかい』で第156回芥川賞受賞。

### 富良野塾生として

#### 入塾時
誤配された新聞に富良野塾の募集チラシが挟まっていた。それを読んで無料で生活できることに魅力を感じたこととブルース・リーや高倉健などを観て俳優に憧れていたことが主な志望動機であり、倉本聰の作品は観ていたものの脚本家名は当時意識していなかったという。
東京新橋で面接と実演試験があり、後者に関して台詞を暗記しなくてもよいと言われたため暗記せずに臨んだが、他の受験生はほとんど暗記してきたという。他のスタッフの反対を押し切って倉本が山下を選び、数千人の希望者の中から採用された。

#### 在籍中
倉本から態度が悪いと常時叱られていたが、演技は誉められて入塾後三ヶ月ほどでドラマ出演できたという。

#### 卒業後
卒業後も塾関連の公演に出演していたが、27歳の時に倉本により降板させられた。

### 劇作家、演出家として
倉本に降板させられた後、劇団FICTIONを旗揚げする（1996年）。イッセー尾形の一人芝居の演出家の森田雄三に脚本を書くことを進められ、自作するようになった。倉本はFICTIONの都内での公演にも北海道から見に来てくれたという。

### 小説家として
公演を見に来ていた出版社社員に小説を書くことを二年間にわたって勧められたので、書くことを承諾して原稿を渡したが、実はその社員は編集者ではなく営業であった。後に山下の芝居のファンであった小説家・保坂和志が他の未完原稿を評価したことがきっかけになって『緑のさる』が刊行され、野間文芸新人賞を受賞した。

## 単行本

### 小説
- 『緑のさる』（平凡社、2012年3月） - 書き下ろし
- 『ギッちょん』（文藝春秋、2013年3月、のち『コルバトントリ』と合本して文春文庫）
  - ギッちょん（『文學界』2012年6月号）
  - 水の音しかしない（『文學界』2011年12月号）
  - トゥンブクトゥ（『文學界』2012年12月号）
- 『砂漠ダンス』（河出書房新社、2013年8月、のち河出文庫）
  - 砂漠ダンス（『文藝』2013年夏号）
  - 果樹園 Фруктовый сад（書き下ろし）
  - 浮遊（『早稲田文学』2016年春号、文庫版のみ収録）
  - ディンドンガー（仮）（『三田文学』2016年夏季号、文庫版のみ収録）
- 『コルバトントリ』（文藝春秋、2014年2月、のち『ギッちょん』と合本して文春文庫）
  - コルバトントリ（『文學界』2013年10月号）
- 『ルンタ』（講談社、2014年10月）
  - ルンタ（『群像』2014年7月号）
  - 星になる（『群像』2011年4月号）
- 『鳥の会議』（河出書房新社、2015年7月、のち河出文庫）
  - 鳥の会議（『文藝』2015年春号）
  - 鳥のらくご（『文藝』2015年秋号）
- 『壁抜けの谷』（中央公論新社、2016年8月）
- 『しんせかい』（新潮社、2016年10月、のち新潮文庫） 
  - しんせかい（『新潮』2016年7月号）
  - 率直に言って覚えていないのだ、あの晩、実際に自殺をしたのかどうか（『新潮』2016年1月号）
- 『ほしのこ』（文藝春秋、2017年8月）
- 『小鳥、来る』（中央公論新社、2020年3月）
- 『月の客』（集英社、2020年6月）
  - 月の客（『すばる』2019年9月号）
- 『君たちはしかし再び来い』（文藝春秋、2022年4月）
  - 「腹の犬」（『文學界』2018年8月号）
  - 「星、ゆがみなり」（『文學界』2019年8月号）
  - 「グレイス」（『文學界』2019年11月号）
  - 「あの石の塊は火だったのだ」（『文學界』2020年3月号）
  - 「空から降る石、中からあく穴」（『文學界』2020年6月号）
  - 「梨の形」（『文學界』2020年10月号）
  - 「外出するな、驕りたかぶるな」（『三田文学』2020年秋季号）
  - 「石垣を破る」（『文學界』2021年2月号）
  - 「腹の犬、異文。猫の腹」（『文學界』2021年6月号）
  - 「君たちはしかし再び来い」（『文學界』2021年12月号）
- 『FICTION』（新潮社、2023年11月）
- 『わたしハ強ク・歌ウ』（河出書房新社、2025年3月）

### エッセイなど
- 『おれに聞くの? 異端文学者による人生相談』（平凡社、2023年5月）

### 単行本未収録作品
- 「歌え、牛に踏まれしもの」（『群像』2013年3月号）
- 「アートマン」（『文學界』2014年8月号）
- 「はふり」（『文學界』2015年2月号）
- 「を待ちながら」（戯曲）（『新潮』2017年10月号）
- 「14778:奥多摩、AM11:30」（『すばる』2018年6月号）
- 「ふらここ」（『すばる』2020年8月号）

## 俳優としての出演作品
- 天を売る島[2]（1985年）
- ゴリラ・警視庁捜査第8班 第39話（1990年）
- ラブコンプレックス 第1話、第2話、第4話、第7話（2000年）
- ウルトラマンコスモス（2002年、未放送作品） - ペットショップ店主
- On the Rock（2005年、NETCINEMA.TV）- 監督、脚本、出演
- 優しい時間　（2005年）　-　風間刑事
- やすらぎの郷（2017年） ‐ 進藤秀夫
- やすらぎの刻〜道（2019年） ‐ 進藤秀夫

## 演劇作品
- 富良野塾公演　- 出演　　　　　　　　　　　　1988年〜『谷は眠っていた』　　　　　　　　1990年〜『今日、悲別で』　　　　　　　　　1993年〜『ニングル』　　　　　　　　　　　2015年『地球、光りなさい！』
- FICTION Vol.1〜Vol.32 　-  作、演出、出演
- 『コルバトントリ、』（2015年４月、飴屋法水作、演出）-  原作、出演
- 『を待ちながら』（2017年9月、飴屋法水演出）-  脚本、出演